# Abona
Abona es una denominación de origen (DO) establecida en 1996 y con sede en El Porís de Abona (Arico), población situada en el sur de la isla de Tenerife, Islas Canarias (España). Se trata de la denominación de origen más reciente de Tenerife por lo que se encuentra en plena expansión.
Una de las peculiaridades más interesantes de esta DO, es que la zona de cultivo se distribuye por zonas y condiciones climatológicas muy diversas. Zonas que alcanzan hasta los 1700 metros de altura sobre el nivel del mar y condiciones que llegan al clima semidesértico. 

## Zona de producción
Los viñedos de Abona se extienden a lo largo de las laderas del Teide (3715 metros de altura), por lo que podemos distinguir tres zonas en función de su altitud:
- Debajo de las nubes del Teide: (entre 200 m y 500 m) Caluroso y con precipitaciones escasas.
- Entre las nubes: (entre 500 m y 1200 m) Húmedo y más frío con precipitaciones frecuentes.
- Por encima de las nubes: (hasta 1750 m) Seco y con enormes diferencias de temperatura entre el día y la noche.

Y siete zonas por lo que a su distribución geográfica se refiere: Fasnia, Arico, Granadilla, San Miguel de Abona, Vilaflor, Arona y Adeje

## El entorno
Por lo general el suelo es de gran calidad pero bajo rendimiento. Existen zonas de ceniza volcánica y en el área más baja de los valles se puede encontrar arcilla, algo de piedra caliza y marga.
El clima es el llamado subtropical canario a nivel del mar, con infinidad de variaciones en función de la altitud, donde se pasa de temperaturas suaves y constantes durante gran parte del año en la zona de la costa, a variaciones extremas, de 35 °C en verano a -5 °C en invierno, en las zonas más altas.

## Peculiaridades
Una característica que hace el única la producción de vino en este rincón del planeta es su tipo de cultivo "en vaso" sobre negras arenas volcánicas denominadas jables, que protegen y proporcionan la cantidad idónea de humedad a la planta. Este tipo de técnica de cultivo se puede observar a partir de los 600 metros de altitud.

## Uvas
Tintas
- Malvasía rosada
- Tintilla
- Vijariego
- Negramoll
- Moscatel negro

Blancas
- Forastera
- Listán blanco
- Pedro Ximénez
- Verdello
- Gual
- Bermejuela
- Moscatel

## Añadas
- 1996 Buena
- 1997 Buena
- 1998 Buena
- 1999 Buena
- 2000 Buena
- 2001 Muy buena
- 2002 Muy buena
- 2003 Buena
- 2004 Buena
- 2005 Buena